# Стоянка (археологія)
Стоя́нка в археології — короткочасне поселення мисливців палеоліту і мезоліту, а також місце зимового перебування кочових скотарів, мисливців лісової смуги Євразії та інших материків в історичні часи. Термін «стоянка» запроваджений на зламі XIX—XX століть.
Стоянки поділяються на печерні та відкритого типу, одношарові та багатошарові. Культурний шар стоянок бідний, зосереджений біля вогнищ. Під час розкопок знаходять вогнища, залишки жител тощо. Археологічні матеріали зі стоянок мають важливе значення для вивчення історії первісного суспільства. Найвідоміші стоянки на території України знаходяться в південних і північних передгір'ях Східних Карпат (Королеве, Молодово), у Криму, на берегах Дніпра та Поліссі. Особливий інтерес викликають стоянки на торфовищах країн Балтії, на Півночі і Сході Європи.

## Стоянки в Україні
- Амвросіївська стоянка
- Глинянська стоянка
- Добраничівська стоянка
- Кирилівська стоянка
- Королевська стоянка
- Куличівка
- Лука Врублевецька
- Мізинська стоянка
- Молодова-1
- Радомишльська стоянка
- Старосільська стоянка
- Житомирська стоянка